# Torre di Melagrana
La Torre di Melagrana è un'antica torre d'avvistamento militare che sorge sulle pendici occidentali della Calvana, nel comune di Vaiano, nella provincia di Prato, in Toscana.
Faceva parte di un sistema di difesa della vallata insieme alle antiche torri di Casanera, Le Mura, San Gaudenzio, Badia di Vaiano e probabilmente anche al perduto castellare di Bibbiano.

## Storia
Non è facile capire chi abbia voluto la costruzione della torre e a chi sia appartenuta nel corso dei secoli, in quanto non è rimasto nessun documento archivistico che ne faccia riferimento. Data la sua posizione, possiamo ipotizzare che fosse una postazione strategica per il controllo degli insediamenti situati lungo la viabilità che dal fiume Bisenzio raggiunge il Passo della Croce, punto di transito fondamentale per arrivare nel Mugello. Un’ipotesi plausibile è che la torre potesse appartenere, assieme ad altre strutture fortificate in località Le Mura, alla famiglia di un certo Bartolo di Vito. Questi era un ghibellino di parte bianca che fu cacciato da Firenze e venne a rifugiarsi nel territorio di Sofignano tra la fine del XIII secolo e l'inizio del XIV secolo.
La funzione militare del forte non deve essere durata a lungo e, secondo gli studi effettuati dai Laboratori Archeologici San Gallo, sembra che nel 1300 la torre sia stata convertita in colombaia. A conferma dell'ipotesi sappiamo che Bartolo di Vito venne condannato ad inizio secolo ad abbattere le sue fortificazioni, nel tentativo di regolamentare l'incisione ghibellina sul territorio; inoltre è documentata la presenza di colombaie nella zona di Sofignano nello stesso periodo.

## Descrizione
Attualmente l’edificio ha una pianta di 6.20x5.30 m ed è alto circa 8 m, divisi in quattro “piani”, deducibili per la presenza delle riseghe. La prima fila di buche pontaie si trova a un paio di decine di centimetri dal terreno e questo permette di affermare che la torre doveva essere più alta. Inoltre, a suggerire la presenza di almeno un altro metro di interro, sappiamo che tradizionalmente nelle torri fortificate l’entrata si trovava ad un’altezza di circa 7 metri per permettere una miglior difesa; solo in seguito, quando cessava l'attività militare, gli ingressi venivano modificati per essere più comodi. Questo fu probabilmente il caso della Torre di Melagrana, che ad oggi ha un portale d'accesso a livello del terreno.